# 九老デジタル団地駅
九老デジタル団地駅（クロ・デジタルダンジえき）は、大韓民国ソウル特別市九老区九老洞にあるソウル交通公社2号線の駅。駅番号は232。
副駅名は円光デジタル大。

## 歴史
- 1984年5月22日 - 九老工団駅（朝鮮語：구로공단역）の駅名で、ソウル特別市地下鉄公社（当時）2号線の駅が開業。
- 2004年10月1日 - 九老デジタル団地駅に改称。
- 2005年1月1日 - ソウル特別市地下鉄公社がソウルメトロに改称。
- 2017年5月31日 - ソウルメトロとソウル特別市都市鉄道公社が統合され、ソウル交通公社の駅となる。

## 駅構造

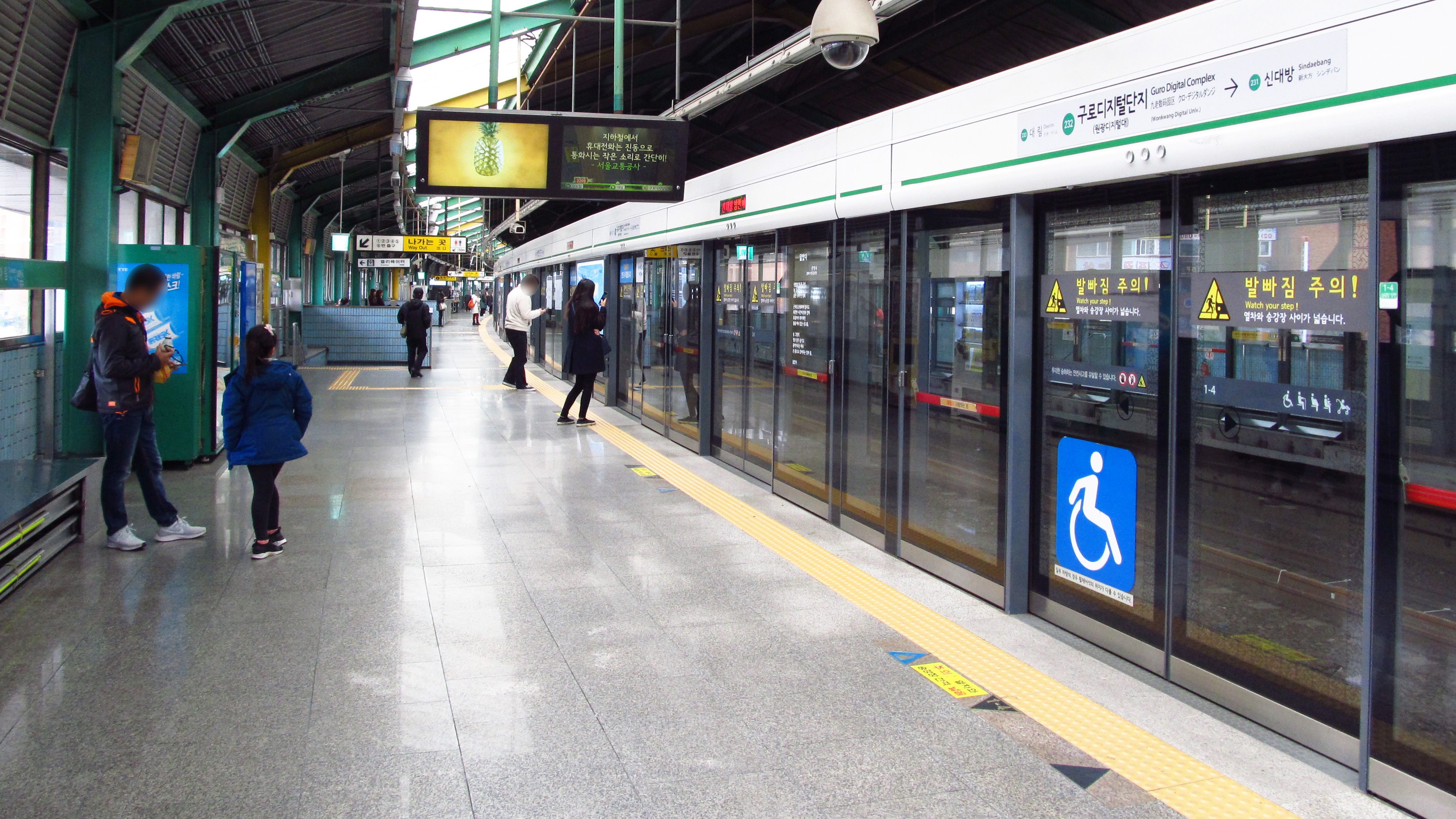
ホーム（2018年11月）

ホーム階は3階で、相対式ホーム2面2線を有する。フルスクリーンタイプのホームドアが設置されている。
改札階は2階で、改札口は東側（新大方寄り）と西側（大林寄り）の2ヶ所ある。化粧室は改札内にある。
エレベーター完備。出入口は1番から6番までの計6ヶ所ある。

### のりば
- 案内上ののりば番号は設定されていない。

| 内回り | 2号線 | 新道林・永登浦区庁・堂山・合井方面 |
| 外回り | 2号線 | 舎堂・教大・江南・宣陵方面         |

## 利用状況
近年の一日平均利用人員推移は下記のとおり。
| 路線  | 路線     | 2000年  | 2001年  | 2002年  | 2003年  | 2004年  | 2005年  | 2006年 | 2007年  | 2008年  | 2009年  | 出典  |
| ----- | -------- | ------- | ------- | ------- | ------- | ------- | ------- | ------ | ------- | ------- | ------- | ----- |
| 2号線 | 乗車人員 | 43,405  | 41,894  | 41,859  | 42,001  | 43,789  | 45,202  | 49,164 | 52,871  | 55,633  | 56,632  | [ 1 ] |
| 2号線 | 降車人員 | 43,835  | 42,613  | 43,037  | 43,552  | 45,385  | 47,663  | 50,673 | 53,808  | 56,411  | 57,565  | [ 1 ] |
| 2号線 | 乗降人員 | 87,240  | 84,507  | 84,897  | 85,552  | 89,174  | 92,866  | 99,837 | 106,679 | 112,045 | 114,197 | [ 1 ] |
| 路線  | 路線     | 2010年  | 2011年  | 2012年  | 2013年  | 2014年  | 2015年  |        |         |         |         | [ 1 ] |
| 2号線 | 乗車人員 | 58,458  | 60,886  | 62,122  | 62,884  | 63,950  | 63,762  |        |         |         |         | [ 1 ] |
| 2号線 | 降車人員 | 59,172  | 61,313  | 62,300  | 62,920  | 64,286  | 64,062  |        |         |         |         | [ 1 ] |
| 2号線 | 乗降人員 | 117,630 | 122,199 | 124,422 | 125,805 | 128,236 | 127,824 |        |         |         |         | [ 1 ] |

## 駅周辺
当駅は道林川の真上に位置し、駅の東側（新大方側）では始興大路と立体交差している。
- 江南アパート
- 九老デジタル団地（朝鮮語版）
- 大林市場
- 大林郵便局
- ソウル九老郵便局（朝鮮語版）
- 大林中学校
- 大韓鉱業振興公団
- ソウル衿川警察署
- 延禧実業高等学校
- ソウル永林初等学校（朝鮮語版）
- 韓国産業団地公団（朝鮮語版）
- イーマート九老店
- 衿川税務署
- 円光デジタル大学校（朝鮮語版）
- ロッテシティホテル 九老
- フォーポイントバイシェラトン・ソウル，九老
- 新羅ステイ九老
- 道林川（朝鮮語版）
- KT九老支社

## バス路線
| 始興 - 漢江間 中央バス車路             | 150 - 505 - 507 - 5531 - 5534 - 5536 - 5616 - 5617 - 5620 - 5621 - 5623 - 5624 - 5625 - 5627 - 5633 - 5713 - 6512 - 6635 |
| 九老デジタル団地駅 1番・6番出口        | 150 - 505 - 507 - 5531 - 5534 - 5536 - 5616 - 5617 - 5620 - 5621 - 5623 - 5624 - 5625 - 5627 - 5633 - 5713 - 6512 - 6635 |
| チョウォン洞（旧.新林8洞）から来るバス | 5524（中央大行のみ運行）                                                                                                 |
| 座席バス                               | 900 - 5601 |
| 京畿道所属路線                         | 5 - 51 |

## 隣の駅
ソウル交通公社
 2号線
新大方駅 (231) - 九老デジタル団地駅 (232) - 大林駅 (233)